# Homer patron de la centrale
Homer patron de la centrale (France) ou Le Beigne du businessman (Québec) (C. E. D'oh!) est le 15e épisode de la saison 14 de la série télévisée d'animation Les Simpson.

## Synopsis
C'est la Saint-Valentin et Marge Simpson est trop fatiguée pour faire un câlin. Alors Homer Simpson, déçu, va faire un tour. En regardant une publicité sur un panneau, il va s'inscrire à des cours de nuit pour faire du strip-tease à sa femme. Mais il se fait chasser du cours et en patinant couvert d'huile sur le sol en slip, il atterrit dans une autre salle de cours pour "prendre sa vie en main et avoir confiance en soi". Après cela, Homer a l'air plus confiant et autoritaire. Il réussit même à se venger de Mr. Burns après des années de services sans être récompensé ou félicité en le détrônant et Homer devient patron de la centrale. Mais son travail lui prend tout son temps libre et ne passe presque plus de temps avec sa famille...